# 헨드릭 크래머
헨드릭 크래머(Hendrik Kraemer, 1888년 5월 17일 ~ 1965년 11월 11일)는 평신도 선교학자였으며, 화란 개혁교회의 에큐메니칼 운동의 인물이었다. 그는 네덜란드인들이 네덜란드 동인도 회사가 제한한 인도네시아 동부 지역 밖으로 선교 활동을 확산하도록 격려했다. 인도네시아어를 전공한 언어학자로서 인도네시아에서 사역했고, 그 후에는 라이덴 대학교의 종교학 교수로 봉직했다. 이슬람 문화에 정통한 선교학자일 뿐만 아니라 평신도 운동과 세계 에큐메니컬 운동의 대표자로서, 세계교회협의회(WCC) 부설 기관인 에큐메니컬 연구소의 초대 소장으로 시무했다. 특히 2차 세계대전 후 조국 네덜란드 교회의 재건과 부흥에 크게 기여했는데, 1958년 출간된 『평신도 신학』은 그런 노력의 신학적 열매라고 할 수 있다. “평신도 신학”이란 용어는 이 책에서 유래한 것이다. 『기독교 선교와 타종교』(기독교문서선교연구회, 1993)를 발표함으로써 에큐메니컬 운동에 결정적인 영향을 주었으며, 대표적인 저서로는 The Communication of the Christian Faith와 Religion and the Christian Faith, World Cultures and World Religions: The Coming Dialogue 등 다수가 있다.

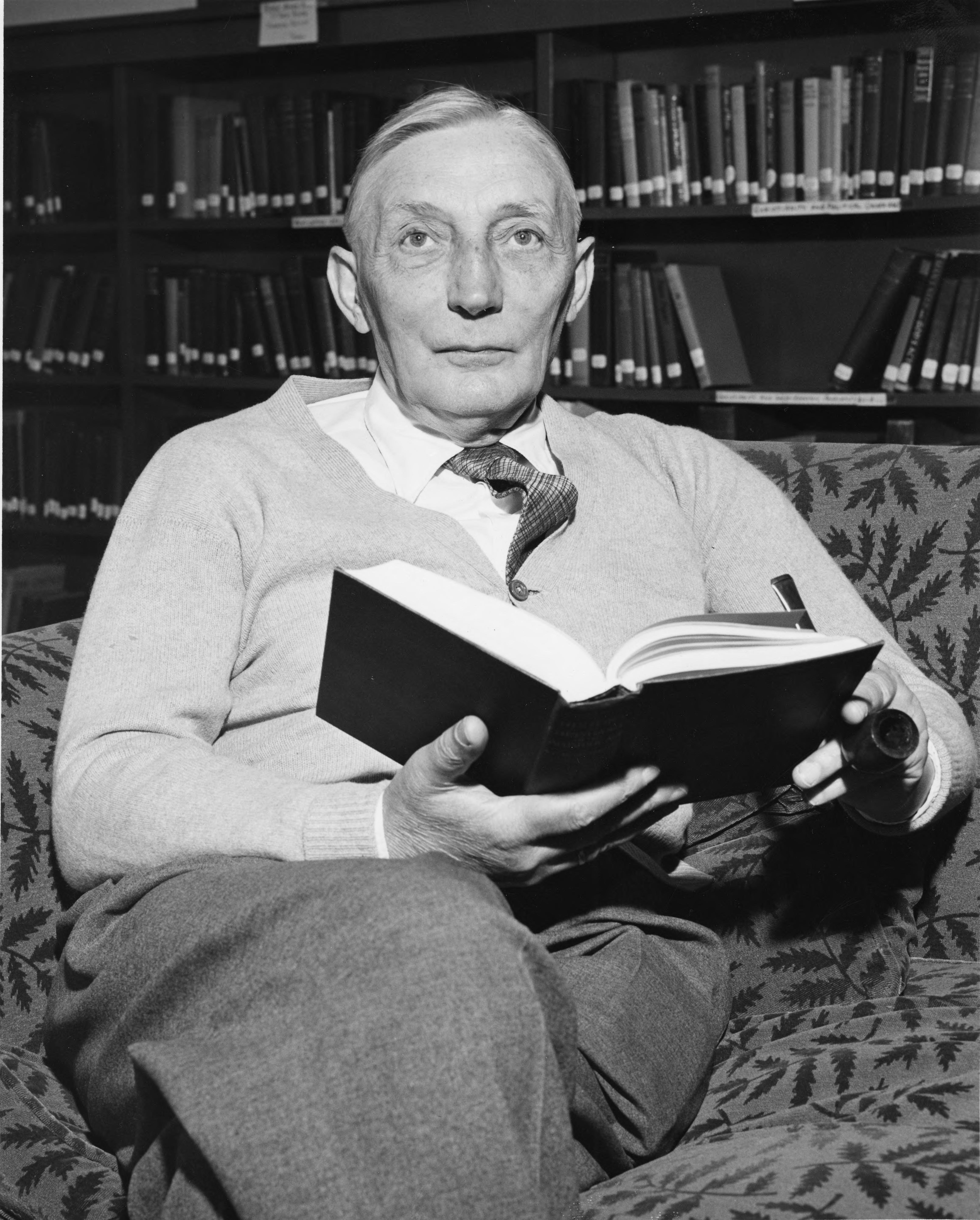
헨드릭 크래머

## 생애
크래머는 12세 때 부모를 여의었기 때문에 고아원에서 자랐다. 16세 때 선교사가 되기로 결심했다. 크래머는 1919년에 결혼했다. 그는 독학으로 성경을 배웠고, 신학대학에 들어가지 않았다. 종교 신학 문제에 대해 Kraemer는 종교에 대한 배타주의 이해를 지지했다.

## 사상
“비기독교 세계에서의 기독교 메시지”(The Christian Message in a Non-ChristianWorld) 를 저술하였다 이 책에서 크래머는 성경적 실재론 (Biblical Realism)이라는 용어에 기초하여서 기독교 신앙과 타종교 전통 사이의 불연속성과 기독교 복음의 유일성을 강조하였다. 헨드릭 크래머는 종교다원주의자들과의 종교신학적 논쟁이 치열한 상황 가운데서 신정통주의적 신학 개념을 사용해서 종교신학을 제시하였다. 신학적 개념들이 바르티안(Bartian)적이기는 하지만 예수 그리스도의 유일성을 고수하는 크래머의 종교신학과 선교신학은 종교다원주의가 성행하는 오늘날에도 여전히 중요한 논거들을 제공해준다고 할 수 있다.
<21세기 교회 갱신을 위한 근본적이고 혁명적인 도전>라는 책에서 개신교 최초로 교회와 세상 속 평신도의 지위와 소명을 정립한 고전이다. 헨드릭 크래머가 이 책을 집필하던 60년 전, 교회의 직제와 사역은 주로 안수를 받은 ‘성직자’ 계층에만 초점을 맞춘 채 논의되었고, 교회의 임무와 사명 역시 비슷한 견지에서 조명이 되어왔다. 그러다 보니 교회의 대부분을 구성하는 비(非)성직자 계층, 소위 말하는 ‘평신도’의 신분과 사명에 대해서는, 거의 신학적 조명과 성찰의 노력을 기울이지 않고 있었다. 하물며 이에 대한 조직적·체계적 서술의 시도는 어떠했겠는가! 크래머의 저술은 바로 이러한 시대적 요청에 부응하기 위함이었다. 크래머는 개신교 최초로 평신도의 본질과 지위, 위상을 정립한 것이다. “평신도 신학”이라는 용어는 크래머의 이 책에서 유래한다.

## 같이 보기
- 개혁신학